# Ленинградская областная телекомпания
ЛЕН ТВ 24 — петербургский телеканал, образованный в 1994 году как Ленинградская областная телекомпания. Вещает круглосуточно на Санкт-Петербург и Ленинградскую область. Финансируется правительством Ленинградской области. Является сетевым партнёром телеканала ОТР (ежедневно с 06:00 до 09:00).

## История
Ленинградская областная телекомпания (ЛОТ) призвана освещать социально-политическую, экономическую, культурную жизнь Ленинградской области и всего Северо-Западного региона. 73,6% акций телеканала ЛОТ принадлежат правительству Ленинградской области, блокирующим пакетом акций (26,4%) владеет стройкорпорация ЛСР.
С 6 июня 1994 года вещание осуществляется на собственной частоте, а до 2019 года также с 7:00 до 8:00 на частотах «Пятого канала» в Петербурге и Ленинградской области (ранее с 7:00 до 9:00) и с 18:30 до 19:30 в кабельных сетях. Аудитория в вечернем окне составляла не более 300-500 тысяч зрителей на 2006 год.
В прошлом центр вещания находился в доме 6а по улице 1-й Никитинской.
В 2003 году группа частных акционеров во главе с ректором Гуманитарного университета профсоюзов Александром Запесоцким попыталась приобрести контроль над ЛОТом, но ввязалась в громкий конфликт с генеральным директором канала Юрием Николаевым, который не дал им выкупить канал. После этого правительство Ленинградской области при поддержке партнёров из крупного бизнеса увеличило свой пакет акций, получив полный контроль над эфирным ресурсом ЛОТ.
В апреле 2014 года начато спутниковое вещание на платформе «Континент ТВ» с космического аппарата Horizons-2.
26 августа 2015 года начато вещание в сети кабельного оператора «Ростелеком» в Санкт-Петербурге. Телеканал входит в пакет услуги «Телетрансляция».
Решением Федеральной конкурсной комиссии по телерадиовещанию от 15 февраля 2017 года телеканал выбран обязательным общедоступным региональным телеканалом («21-я кнопка») Ленинградской области.
24 января 2019 года Андрея Радина на посту генерального директора сменил Олег Черных, руководитель успешного в Ленобласти интернет-ресурса «iVyborg.ru».
С 1 июля 2019 года осуществляется вещание из офиса в бизнес-центре на Гельсингфоргской улице на Выборгской стороне. 4 июля 2019 года стало известно о предстоящем ребрендинге телеканала и телекомпании. Уклон поставлен на увеличение прямого эфира до 3-4 часов в день по будним дням и продвижение канала в социальных сетях. В первой половине июля с канала ушло 4 сотрудника из-за разногласий с новым руководством. С конца августа ребрендинг телеканала анонсировался на ресурсах «Online47.ru» и «iVyborg.ru».
26 августа 2019 года телеканал провёл ребрендинг, в результате которого была существенно изменена сетка вещания, а канал стал называться «Лен ТВ 24».
С июля 2021 года начато вещание программ телеканала «Лен ТВ 24» (ежедневно с 06:00 до 09:00) на  ОТР (на территории Ленинградской области).
15 февраля 2017 года «Лен ТВ 24» выиграла федеральный конкурс на вещание в 40 регионах Российской Федерации и с 1 февраля 2026 года возобновила федеральное вещание. Для его осуществления «Петербург — 5-й канал» запустил два часовых дубля: «Орбита+0» (московское время) и «Орбита+3» (омское время). При этом для Санкт-Петербурга и Ленинградской области была сохранена собственная версия.

## Программы[13]
- «Новости Лен ТВ 24» (до 26 августа 2019 года — «Последние известия») — информационный выпуск;
- «Студия 1» (с 26 августа 2019 года) — информационно-аналитическая программа;
- «Экономика» — новости экономики;
- «Политика» — политическое обозрение;
- «Спорт» — новости спорта;
- «Погода» — прогноз погоды для Санкт-Петербурга и городов Ленинградской области;
- «Обзор прессы. Российская газета» — обзор статей издания «Российская газета»;
- «Родные люди» — цикл программ об истории семей Ленинградской области;
- «Область счастливых людей» — цикл программ о жителях области;
- «Простые решения» (с 1 августа 2019 года) — утренняя телепередача, содержащая полезные советы и интересные идеи для жизни, здоровья, быта и семьи;
- «ТСБ: Телевизионная служба безопасности» — обзор происшествий;
- «Н. Л. О. Неизвестная Ленинградская область: Факты» — краткий выпуск об одной из достопримечательностей Ленобласти;
- Трансляции матчей Первенства ПФЛ 2019/2020 с участием футбольного клуба «Ленинградец» (с 19 октября 2019);
- Трансляции матчей Чемпионата МХЛ сезона 2019/2020 с участием хоккейного клуба «СКА-Варяги»;
- Трансляции матчей Чемпионата России по волейболу среди мужчин 2019/2020 с участием волейбольного клуба «Динамо-ЛО»;

### Архивные передачи
- «Человек на земле»[3][6]
- «Русский лес»[3][6]
- «Губернский альбом»[3][6]
- «Живая земля»[3]
- «Не болей»[6]
- «Абрис»[6]
- «Потенциал»[6]
- «Ленинградское время» (до июля 2019 года) — серия специальных репортажей журналистов о событиях и проблемах области;
- «Железная дорога» — программа о деятельности «Октябрьской железной дороги»;
- «Учительская» (2010 год) — посвящена лучшим учителям и учебными заведениям области. Создана по случаю «года учителя»;
- Трансляции матчей ФНЛ с участием футбольного клуба «Тосно» сезона 2015/2016;
- Трансляции баскетбольных матчей с участием клуба «Зенит» сезона 2016/2017;
- «Последние известия» — информационный выпуск;
- «Сейчас в области» — краткий обзор событий происходящих в области;
- «Атмосфера» — программа об экологии природы, лесах и быте жителей области;
- «Дом культуры» — программа о культурных событиях области, культуре городов и поселения;
- «Ленинградское время: Специальный репортаж» — специальный материал о событиях и проблемах области;
- «Область спорта» — обзор спортивных событий результатов команд области и знакомство с уроженцами ЛО, преуспевшими в спорте;
- «Н. Л. О. Неизвестная Ленинградская область» — познавательная передача об истории городов области и их достопримечательностей;
- «Ленхоккей» — спортивная передача. Предматчевая студия, освещающая поединки с участием клуба «СКА-Варяги» и хоккейные соревнования в Ленинградской области;
- Трансляции матчей с участием клуба «СКА-Варяги» сезонов 2017/2018 и 2018/2019;

## Руководство
Генеральные директора:
- Всеволод Болгарчук[3] (1994 — 1999)
- Юрий Николаев[3] (1999 — 2006)[4]
- Игорь Данилюк (2006[4] — июнь 2011)[14]
- Михаил Великосельский (июнь 2011 — 6 августа 2013)[15]
- Андрей Мокров (6 августа 2013 — осень 2015)
- Андрей Радин (осень 2015 — 24 января 2019)[16]
- Олег Черных (с 24 января 2019)[9]

Генеральный продюсер:
- Александра Ковжаровская (с 26 августа 2019);

Информационно-аналитическая служба:
- Евгений Ильин — директор (26 августа 2019 — по настоящее время);

Финансовая служба:
- Екатерина Русских — финансовый директор (с февраля 2019).

## Ведущие
- Галина Бескровная — ведущая новостного выпуска «Лен ТВ 24»;
- Елена Григорьева — ведущая новостного выпуска «Лен ТВ 24»;
- Алексей Меньшов — спортивный комментатор;
- Анна Захарова — ведущая передачи «Простые решения»;
- Михаил Трясоруков — ведущий передачи «Простые решения»;
- Роман Васильев — ведущий;
- Надежда Завьялова — ведущая;
- Валерий Фенёв — корреспондент;
- Софья Королёва — корреспондент;
- Татьяна Бакулина — корреспондент;
- Анастасия Щербакова — корреспондент;
- Анастасия Стурова — корреспондент;
- Алексей Спиричев — корреспондент;
- Виталий Зуев — корреспондент;
- Егор Гельвер — корреспондент;
- Юлия Жданова — волейбольный комментатор матчей ВК «Динамо-ЛО».

### Бывшие ведущие
- Александр Малич — главный и бессменный ведущий программы «Н. Л. О. Неизвестная Ленинградская область».
- Николай Визирякин[3] — ведущий новостного выпуска «ЛОТ».
- Константин Визирякин[3] — ведущий программы «Человек на земле» с мая 1999 по июль 2007[17].
- Александр Соколов — ведущий новостного выпуска «ЛОТ».
- Валерий Громов[3] — ведущий новостного выпуска «ЛОТ».
- Лиана Растёгина — ведущая новостного выпуска «ЛОТ».
- Ирина Петрова — ведущая новостного выпуска «ЛОТ».
- Елена Кузьмина - ведущая новостного выпуска "ЛОТ". Выпускающий редактор программы.
- Лариса Кузьмина — ведущая новостного выпуска «ЛОТ».
- Ольга Сорокина — ведущая новостного выпуска «ЛОТ», а также главная ведущая передачи «Атмосфера».
- Татьяна Соколова — ведущая новостного выпуска «ЛОТ».
- Альбина Скородумова — ведущая новостного выпуска «ЛОТ»[18].
- Ксения Бобрикова — ведущая новостного выпуска «ЛОТ».
- Эльмира Низамова — журналистка, корреспондент.
- Анна Панченко — ведущая передачи «Ленхоккей».
- Алексей Загороднюк[3]
- Александр Борисоглебский[3]
- Вадим Медведев[3]
- Валерий Громов[3]

Журналисты телекомпании ЛОТ одерживали победы на конкурсе журналистского мастерства «Золотое перо» в 1999, 2000 и 2002 годах.

## Скандалы

### Обыски по делу о мошенничестве
22 июня 2016 года в офисе компании, расположенном на улице Чапыгина проводились обыски по делу о мошенничестве бывшего генерального директора Андрея Мокрова. 30 июля 2019 года бывший руководитель был оправдан, мошенничества в ходе работы на телеканале не было доказано.

### Увольнение журналистов
16 июля 2019 года стало известно об уходе с канала 4 журналистов: троим было предложено уволиться по собственному желанию в связи с нарушением корпоративной этики, а ещё одной журналистке тоже предложили уйти из-за попытки защитить ранее покинувших телекомпанию коллег.